# Première Ligue de Soccer du Québec 2015
La Première Ligue de Soccer du Québec 2015 è stata la quarta edizione della Première Ligue de Soccer du Québec. La stagione è iniziata il 2 maggio 2015 ed è terminata il 18 ottobre 2015. Rispetto all'edizione precedente, il campionato è tornato a sette squadre: il Lakeshore SC e l'Academy dell'Ottawa Fury hanno aderito al campionato, mentre non si è iscritta il Montréal-Nord.

## Formula
Il campionato è composto da 7 squadre, ognuna delle quali incontra le altre tre volte. La squadra che ottiene più punti al termine della stagione regolare viene dichiarata campione. Non esiste un meccanismo di promozioni e retrocessioni con altri campionati. Al termine del campionato viene disputata anche una coppa di lega.
La squadra vincitrice del campionato gioca la Coppa Interprovinciale contro la vincitrice della League1 Ontario 2015.

## Partecipanti
| Squadra                 | Città      | Regione     | Stadio                   |
| ----------------------- | ---------- | ----------- | ------------------------ |
| Blainville              | Blainville | Laurentides | Stade du Parc Blainville |
| Gatineau                | Gatineau   | Outaouais   | Mont-Bleu                |
| Lakeshore SC            | Kirkland   | Montréal    | John Abbott College      |
| L'Assomption-Lanaudière | Terrebonne | Lanaudière  | Stade André-Courcelles   |
| Longueuil               | Longueuil  | Montérégie  | Centre Multi Sport 1     |
| Mont-Royal Outremont    | Mont-Royal | Montréal    | Rec de Mont-Royal        |
| Ottawa Fury Academy     | Ottawa     | -           | Algonquin College        |

## Classifica
|  | Pos. | Squadra                 | Pt | G  | V  | N | P  | GF | GS | DR  |
|  | ---- | ----------------------- | -- | -- | -- | - | -- | -- | -- | --- |
|  | 1.   | Mont-Royal Outremont    | 36 | 18 | 11 | 3 | 4  | 44 | 24 | +20 |
|  | 2.   | Lakeshore SC            | 35 | 18 | 10 | 5 | 3  | 36 | 21 | +15 |
|  | 3.   | Blainville              | 30 | 18 | 8  | 6 | 4  | 32 | 26 | +6  |
|  | 4.   | Longueuil               | 26 | 18 | 7  | 5 | 6  | 27 | 28 | -1  |
|  | 5.   | Ottawa Fury Academy     | 18 | 18 | 6  | 0 | 12 | 23 | 32 | -9  |
|  | 6.   | L'Assomption-Lanaudière | 17 | 18 | 5  | 2 | 11 | 32 | 41 | -9  |
|  | 7.   | Gatineau                | 15 | 18 | 4  | 3 | 11 | 24 | 46 | -22 |

## Coppa di Lega
Il Gatineau è ammesso direttamente alle semifinali in quanto vincitore dell'edizione 2014. La finale di coppa si è giocata il 24 ottobre 2015.
|  | Primo turno             | Primo turno | Primo turno |  |            | Semifinali           | Semifinali | Semifinali |  |                    | Finale               | Finale |
|  |                         |             |             |  |            |                      |            |            |  |                    |                      |        |
|  |                         |             |             |  |            | Gatineau             | 0          | 0 (3)      |  |                    |                      |        |
|  |                         |             |             |  |            | Gatineau             | 0          | 0 (3)      |  |                    |                      |        |
|  |                         |             |             |  |            | Lakeshore SC (dtr)   | 0          | 0 (5)      |  |                    |                      |        |
|  | Lakeshore SC            | 2           | 1           |  |            | Lakeshore SC (dtr)   | 0          | 0 (5)      |  |                    |                      |        |
|  | Lakeshore SC            | 2           | 1           |  |            |                      |            |            |  |                    |                      |        |
|  | Ottawa Fury Academy     | 1           | 0           |  |            |                      |            |            |  |                    |                      |        |
|  | Ottawa Fury Academy     | 1           | 0           |  |            |                      |            |            |  | Lakeshore SC (dts) | 4                    |        |
|  |                         |             |             |  |            |                      |            |            |  | Lakeshore SC (dts) | 4                    |        |
|  |                         |             |             |  |            |                      |            |            |  |                    | Mont-Royal Outremont | 2      |
|  | Longueuil               | 1           | 0           |  |            |                      |            |            |  |                    | Mont-Royal Outremont | 2      |
|  | Longueuil               | 1           | 0           |  |            |                      |            |            |  |                    |                      |        |
|  | Blainville              | 2           | 2           |  |            |                      |            |            |  |                    |                      |        |
|  | Blainville              | 2           | 2           |  | Blainville | 0                    | 1          |            |  |                    |                      |        |
|  |                         |             |             |  | Blainville | 0                    | 1          |            |  |                    |                      |        |
|  |                         |             |             |  |            | Mont-Royal Outremont | 4          | 2          |  |                    |                      |        |
|  | L'Assomption-Lanaudière | 2           | 1           |  |            | Mont-Royal Outremont | 4          | 2          |  |                    |                      |        |
|  | L'Assomption-Lanaudière | 2           | 1           |  |            |                      |            |            |  |                    |                      |        |
|  | Mont-Royal Outremont    | 3           | 3           |  |            |                      |            |            |  |                    |                      |        |
|  | Mont-Royal Outremont    | 3           | 3           |  |            |                      |            |            |  |                    |                      |        |

## Statistiche

### Squadre

#### Primati stagionali
Aggiornati al 24 ottobre 2015.
Squadre
- Maggior numero di vittorie: Mont-Royal Outremont (11)
- Maggior numero di pareggi: Blainville (6)
- Maggior numero di sconfitte: Ottawa Fury Academy (12)
- Minor numero di vittorie: Gatineau (4)
- Minor numero di pareggi: Ottawa Fury

Academy (0)
- Minor numero di sconfitte: Lakeshore (3)
- Miglior attacco: Mont-Royal Outremont (44 gol fatti)
- Peggior attacco: Ottawa Fury Academy (23 gol fatto)
- Miglior difesa: Lakeshore (21 gol subiti)
- Peggior difesa: Gatineau (46 gol subiti)
- Miglior differenza reti: Mont-Royal Outremont (+20)
- Peggior differenza reti: Gatineau (-22)

Partite
- Partita con più gol: Gatineau-Mont-Royale Outremont 1-7 (8, 15ª giornata)

### Individuali

#### Classifica marcatori
| Gol | Rigori |  | Giocatore             | Squadra                 |
| --- | ------ |  | --------------------- | ----------------------- |
| 17  |        |  | Frederico Moojen      | Mont-Royal Outremont    |
| 15  |        |  | Pierre-Rudolph Mayard | L'Assomption-Lanaudière |
| 11  |        |  | Dex Kaniki            | Lakeshore SC            |
| 8   |        |  | Berlin Jean-Gilles    | Blainville              |
| 8   |        |  | Cédric Carrié         | Lakeshore SC            |
| 8   |        |  | Paymon Kabiri         | Lakeshore SC            |